# Maestro de Castelseprio

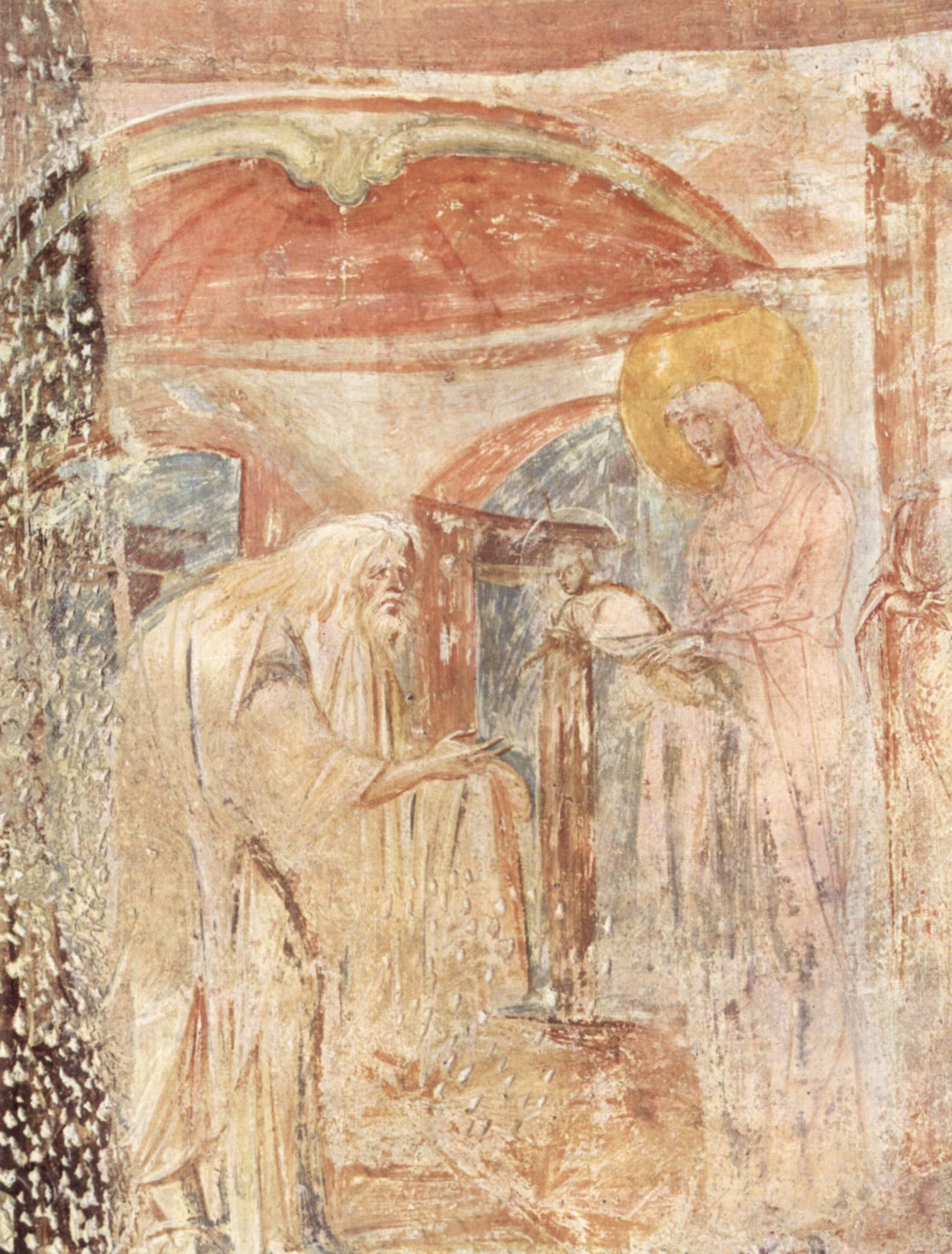
Presentación en el templo.

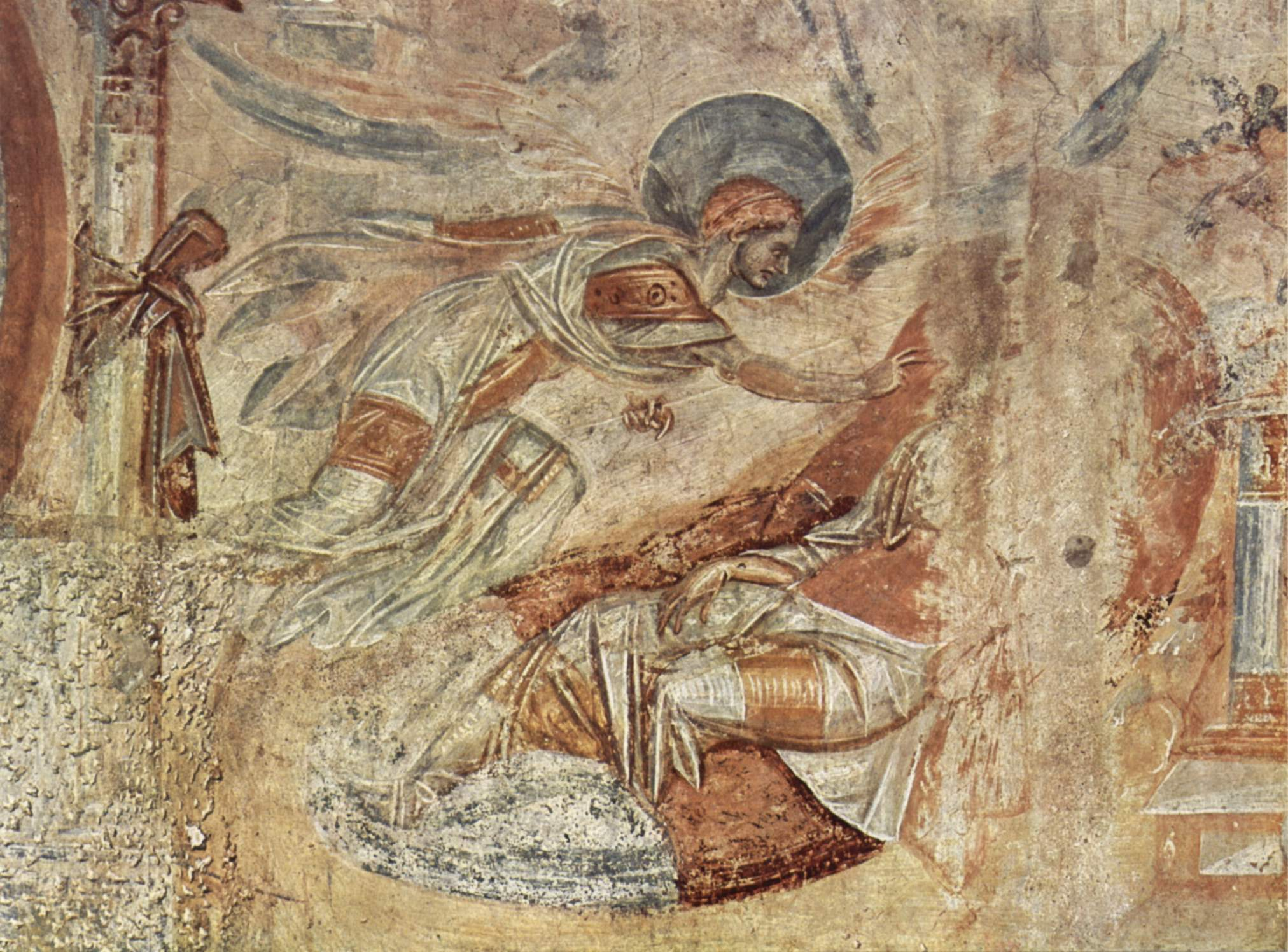
El sueño de san José.

Maestro di Castelseprio es el nombre convencional con el que es conocido un pintor anónimo del siglo VIII o IX, que fue autor de los frescos de la Iglesia de Santa Maria foris portas, en Castelseprio, en la provincia de Varese.

## Obra
En 1944 en la antigua iglesia de Santa María foris portas se descubrieron algunos frescos pertenecientes al período lombardo. Sea por el tema que por la iconografía no se tenían testimonios contemporáneos. El autor anónimo era probablemente un pintor de origen oriental, quizás un bizantino o un sirio que huía de la furia iconoclasta que se produjo por aquel entonces en el Imperio Romano de Oriente. Bognetti, descubridor de los frescos, coloca al autor en el siglo VII y lo considera un pintor oriental de otro rango, llevado consigo por un alto oficial bizantino que se dirigía a Seprio. Se le encargó la decoración de la iglesia del castrum donde se quedaban las tropas bizantinas. Geza de Francovich también anticipa la fecha de datación.
Sus frescos han sido definidos un caso único en el panorama de la historia del arte italiano, la naturaleza de las formas y una cierta relación con el arte romano lo distinguen de los demás artistas, sea lombardos que italianos del período.
También los personajes que representa, es decir, las historias de la infancia de Jesús, parecen provenir de una lectura de los Evangelios apócrifos difundidos en la cultura ortodoxa, pero lo que más sorprende es la técnica con la que han sido realizados, es decir, una especie de diseño de perspectiva que en Occidente se había perdido con las invasiones bárbaras y la posterior influencia del arte nórdico sobre el romano preexistente. La elección iconográfica es particularmente significativa, toda ella dedicada a mostrar la consustancialidad de Cristo, v.gr. la perfecta unión entre la naturaleza humana -implícita en los temas de la vida de Jesús- y la divina como en la representación del Cristo “Pantocrátor” (imagen particularmente cercana al mundo bizantino: basta pensar en el icono con el mismo tema que se conserva en el monasterio de Santa Catalina del Monte Sinaí). El ciclo aparece estudiado como respuesta al arrianismo.
Del maestro de Castelseprio no se sabe nada más fuera de lo que nos ofrecen sus frescos.